# Aleksandr Sidjakin
Aleksandr Ivanovič Sidjakin (in russo Александр Иванович Сидякин?; Mosca, 6 giugno 1949) è un ex cestista sovietico.

## Carriera
Con l'Unione Sovietica disputò i Campionati mondiali del 1970 e i Campionati europei del 1975.

## Palmarès
- Campionato sovietico: 2

CSKA Mosca: 1968-69, 1969-70